# Climat du Burundi

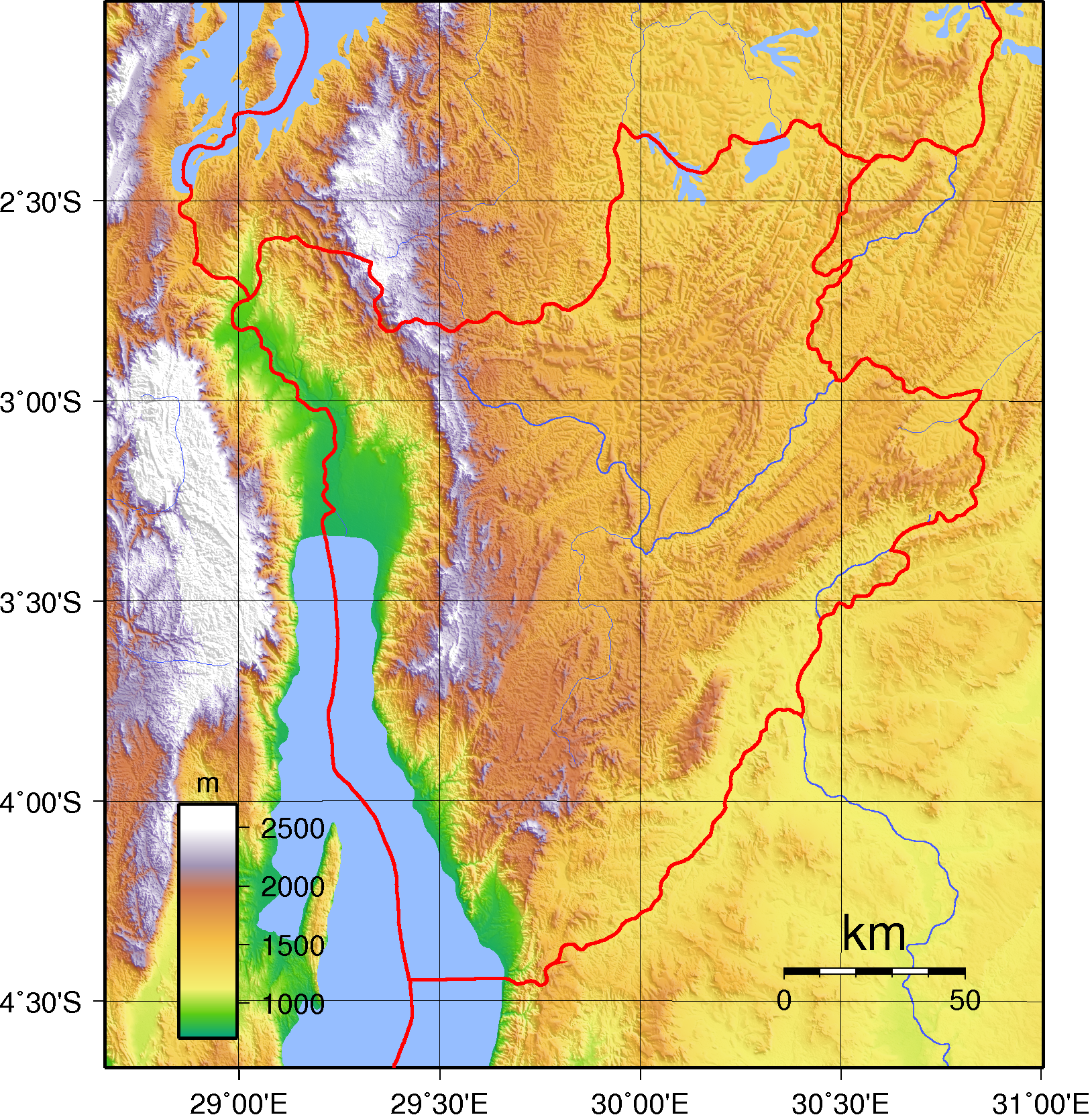
Topographie du Burundi

Le climat du Burundi est de nature équatoriale et se caractérise par des températures annuelles moyennes élevées, de petites plages de température et des précipitations tout au long de l'année. Malgré cela, il existe encore des variations quotidiennes considérables de température et de précipitations à travers le pays, en fonction de l'altitude.

## Température
Le Burundi est situé sur le Rift Albertin, le prolongement occidental du Rift Est Africain. Les altitudes dans le pays varient entre 775 m au lac Tanganyika et 2684 m au mont Heha. L'altitude généralement élevée du Burundi produit des températures relativement fraîches, avec une température moyenne de 21°C tout au long de l'année sur le plateau central. Dans les régions plus basses, telles que la capitale, Bujumbura et le lac Tanganyika, la température annuelle moyenne augmente légèrement, à 23°C; tandis qu'à des altitudes plus élevées, elle diminue à 16°C,.

## Climat du pays
Le Burundi connaît sa saison sèche entre mai et août, avec une saison sèche plus courte également entre janvier et février. Sa saison des pluies a lieu entre février et mai, et septembre à novembre,. Les précipitations annuelles se situent entre 1500 mm et 1800 mm dans les zones de haute altitude, bien qu'elles chutent à 1000 mm sur les rives du lac Tanganyika et de diverses dépressions,. La partie la plus pluvieuse du pays est le nord-est; les précipitations dans les zones plus élevées peuvent être presque le double de celles que l'on trouve sur les terrains inférieurs,.
Le Burundi a connu des cycles alternés de précipitations excédentaires et déficitaires presque toutes les décennies depuis les années 1950. Cela a inclus de graves inondations en 2006 et 2007, et des sécheresses de 1999 à 2000 et en 2005. Le Burundi a été identifié comme l'un des six pays africains considérés comme très vulnérables aux sécheresses.

## Avantages
En raison de ses précipitations, l'agriculture au Burundi - qui emploie entre 80% et 90% de la main-d'œuvre du pays - dépend fortement de la production de cultures pluviales,,.
Le climat doux et les précipitations adéquates du Burundi en font un endroit propice à l'agriculture intensive, bien que l'impact du changement climatique rende les précipitations moins prévisibles.